# 十二ホウ化アルミニウム
十二ホウ化アルミニウム（Aluminium dodecaboride、AlB12）は、アルミニウムのホウ化物の1つ。ホウ化アルミニウムにはこの十二ホウ化アルミニウムと二ホウ化アルミニウムの2種があり、単にホウ化アルミニウムという場合前者を指す。ダイヤモンドやコランダムの研磨に使われている。

## 結晶構造
α-AlB12とγ-AlB12の2種の結晶構造がある。両構造はよく似ており、それぞれB12とB20単位の三次元網目構造をとる。β-AlB12もあるがこれは3元素からなるC2Al3B48だと考えられている。